# Каорле
Каорле је насеље у Италији у округу Венеција, региону Венето.
Према процени из 2011. у насељу је живело 7511 становника. Насеље се налази на надморској висини од 1 м.

## Становништво
| 1951.  | 1961.  | 1971.  | 1981.  | 1991.  | 2001.  | 2011.  |
| ------ | ------ | ------ | ------ | ------ | ------ | ------ |
| 13.263 | 11.432 | 10.962 | 11.498 | 11.136 | 11.342 | 11.793 |